# Pháo phản lực

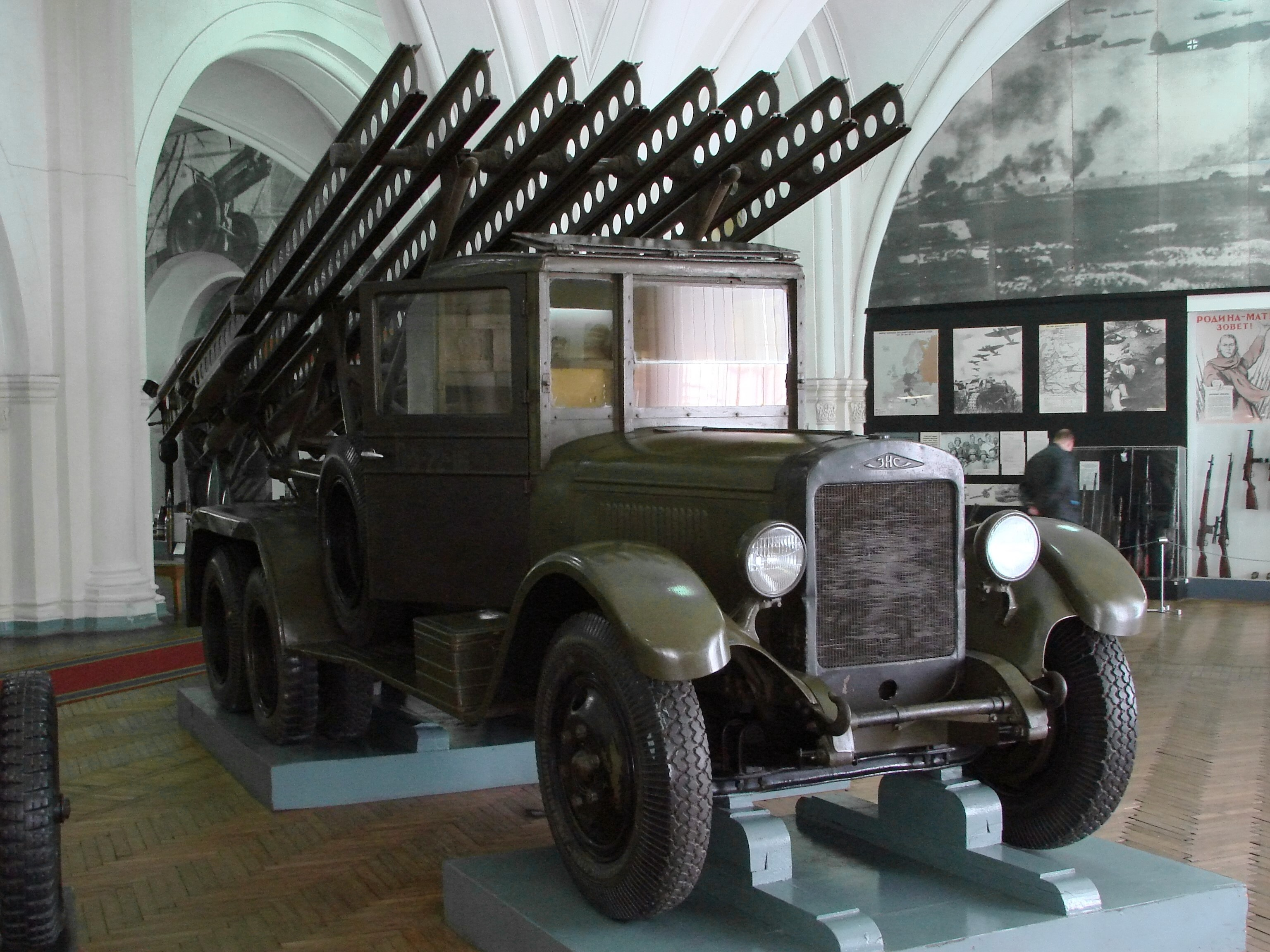
Dàn pháo phản lực Kachiusa (Liên Xô-Thế chiến 2)

Pháo phản lực là một trong bốn loại hoả pháo cơ bản của pháo binh (pháo nòng dài, lựu pháo, súng cối và pháo phản lực). Pháo phản lực được chế tạo lần đầu tiên bởi Đức quốc xã trong thập niên 30, tiêu biểu là Nebelwerfer sử dụng loại đạn gắn động cơ phản lực là loại đạn phản lực nhưng bị hiểu lầm là hoả tiễn (rocket) không điều khiển, loại nhỏ hoặc lớn, phóng theo loạt. Các đầu đạn hoả tiễn được lắp trên các thanh dẫn hướng hoặc các ống phóng và điểm hoả bằng công tắc điện.
Pháo phản lực có thể bắn thẳng (như sơn pháo) khi lắp trên trực thăng hoặc máy bay yểm trợ mặt đất, hoặc cũng có thể bắn cầu vồng (như lựu pháo) khi lắp trên xe hoặc đặt dàn trên mặt đất khi đó tầm bắn chỉ đạt khoảng 4–6 km.
Loại hình pháo phản lực này có hai ưu điểm rất lớn đó là: 1. tốc độ bắn rất nhanh, trong một phút có thể bắn ra hàng trăm phát đạn, và 2. kích thước rất nhỏ gọn có thể lắp gọn gàng trên xe ô tô hoặc trên máy bay và trực thăng vũ trang.3. Có tính di động cao tránh được phản pháo của đối phương.
Mặt khác, pháo binh phản lực có một số hạn chế: vì là loại hoả tiễn nên sơ tốc đầu đạn bắn ra không cao, phần lớn khối lượng quả đạn là thuốc phóng đầu đạn do đó khối lượng thuốc nổ không lớn. Vì hai lý do trên nên loại pháo phản lực chỉ hiệu quả với việc chống bộ binh trên mặt đất, còn hiệu quả kém đối với các công sự kiên cố. Độ tản mát của đạn khá lớn khi bắn xa, phụ thuộc nhiều vào vận tốc và chiều của gió.

## Xem thêm

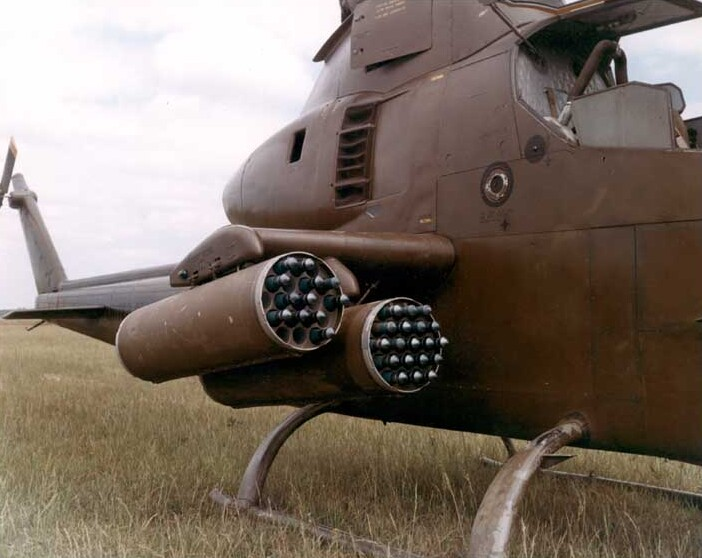
Ống Rocket của trực thăng vũ trang